# Fernando Palomares
Fernando Palomares (Sonora, ¿? - ¿?) indígena anarquista, militante del Partido Liberal Mexicano de origen mayo.

## Trayectoria
Participó en la Huelga de Cananea de 1906, en agitaciones en los Estados de Sonora y Sinaloa en 1908, y en la captura de los poblados de Mexicali y Tijuana durante la campaña libertaria del Ejército Liberal en Baja California en 1911.
En Los Ángeles, California, editó, unto con Juan A. Olivares, el periódico Libertad y Trabajo fundado en mayo de 1908 como órgano de difusión ideológica del Club Liberal "Tierra, Igualdad y Justicia",  el semanario dejó de publicarse en junio del mismo año, pues Palomares fue comisionado como Delegado de la Junta Organizadora del Partido Liberal Mexicano para contactar a los grupos rebeldes de Sinaloa y Sonora que se preparaban para participar en la insurrección planeada en ese año por el Partido Liberal Mexicano (PLM).
Estuvo a punto de dar muerte a Porfirio Díaz disparándole durante los festejos de la Independencia de México la noche del 15 de septiembre de 1908, sin embargo el dictador resultó ileso.
En 1910 viajó a Baja California junto con Pedro Ramírez Caule, otro activista de Cananea, para preparar la campaña que el 29 de enero de 1911 capturó el poblado de Mexicali. Ahí, junto con Ramírez Caule, Teodoro M. Gaytán y Antonio de Pío Araujo, se dieron a la tarea de reclutar más hombres para lanzar un ataque sobre Ensenada. Palomares también participó en la captura de Tijuana el 9 de mayo de 1911.
Radicó en El Paso, Texas donde distribuía propaganda anarquista enviada por la Junta Organizadora desde Los Ángeles.
A lado de Jesús María Rangel se empeñó en reorganizar grupos guerrilleros en Texas para cruzar la frontera hacia México y lanzarse de nuevo a la lucha armada en 1914, sin embargo varios de ellos fueron detenidos acusados de asesinato y condenados por las autoridades texanas; a ese grupo de guerrilleros se les recordaría como los Mártires de Texas.
Las raíces indígenas de Fernando Palomares también influyeron en el pensamiento de los hermanos Flores Magón y la Junta Organizadora del PLM.